# Хименко Андрій Іванович
Химе́нко Андрі́й Іва́нович (літературний псевдонім Андрій Химко; 27 липня 1919, Адамівка, Чигиринський повіт, Київська губернія — † 18 грудня 1991, місто Черкаси, Черкаська область) — український письменник і поет, член Спілки письменників з 1995 року (посмертно).

## Життєпис
Народився 27 липня 1919 року в селі Адамівка Чигиринського повіту Київської губернії, нині Черкаської області, в селянській родині. Підростав серед двох старших братів та п'ятьох сестер.
З 1928 по 1935 роки навчався в Адамівській неповній середній школі. Батьки, брати та чотири сестри загинули під час голодомору 1933 року. Сам вижив, взявши ціпок та торбину і помандрувавши до Джанкою, а звідти на Кубань. Побував у Ростові-на-Дону, в дитячій колонії. В 1935 році вступив на робітничий факультет при Черкаському педагогічному інституті, після закінчення першого курсу якого з вересня 1936 року перейшов навчатися до Черкаського медичного технікуму і паралельно в Черкаську середню школу робітничої молоді № 1. Навчаючись, з 1937 по 1939 роки працював вихователем у Черкаському дитячому будинку інвалідів № 3.
В 1939 році, отримавши спеціальність медичного фельдшера і атестат про закінчення десяти класів середньої школи, вступив на заочне відділення літературного факультету Дніпропетровського університету, два курси якого встиг закінчити. З 1939 по 1940 рік служив у Червоній Армії в якості військового фельдшера у місті Воронежі і на фінському фронті. З 1940 по 1941 роки працював помічником державного санітарного інспектора в Соснівському курортному управлінні міста Черкаси.
У вересні 1941 року, повертаючись із міста Азов, після виконання завдання черкаського районного воєнкомату, в місті Полтаві попав в окупацію. Працював у Черкасах: в редакції газети «Українська думка», на радіовузлі, у драматичному театрі. В січні 1943 року був уперше заарештований гестапо. Останній, п'ятий арешт відбував в Уманській тюрмі, звідки в кінці жовтня 1943 року зміг утекти.
12 серпня 1944 року за доносом був засуджений військовим трибуналом Київського військового округу за статтями 54-І «а» і 54-ІІ КК УРСР до 10 років виправно-трудових таборів і 5 років ушкодження прав (справа № 1582). Перебував у місцях ув'язнення з 1 березня 1944 року по 17 жовтня 1953 року, працюючи з 1944 по 1949 роки медичним фельдшером лікарні комбінату «Печорбуд», а з 1949 по 1953 роки — медичним фельдшером лікарні комбінату «Інтавугілля». Після звільнення по закінченні терміну покарання був зісланий на поселення в розпорядження Кожвинського РВМ МВС Комі АРСР.
Від подальшого перебування на засланні був звільнений 24 квітня 1956 року на підставі наказу Генерального Прокурора МВС і КДБ при Раді Міністрів СРСР від 19 березня 1956 року. Судимість і ушкодження прав були зняті згідно зі ст.6 Указу Президії ВР СРСР від 17 вересня 1955 року «Про амністію», про що Головна Військова Прокуратура повідомила письмово 25 жовтня 1956 року за № 51-24925-47.
З вересня 1953 року по квітень 1963 року працював послідовно старшим бухгалтером, головним бухгалтером, директором їдалень і ресторанів відділу робітничого постачання в місті Інта Комі АРСР. З квітня 1963 року по липень 1964 року — начальником відділу матеріально-технічного постачання управління комбінату «Інтавугілля».
Під час перебування на Півночі близько познайомився і підтримував надалі тісні стосунки з Григорієм Кочуром, Дмитром Паламарчуком, Михайлом Івасюком, Іваном Савичем, Юрієм Шкрумеляком, Миколою Сарма-Соколовським, Олексієм Брисем, І.Гришиним-Грищуком , Л.Рябченком , М.Василенком і Є.Дацюком  та іншими.
Влітку 1964 року повернувся до міста Черкаси, де працював із вересня 1964 року по травень 1975 року головним бухгалтером послідовно комбінату комунальних підприємств облкомунгоспу, реммехзаводу облпобутуправління, спеціального ремонтно-будівельного управління облпобутуправління, із квітня 1978 року по січень 1979 року — начальником виробничо-планового відділу фабрики хімчистки одягу, а з січня 1979 року по січень 1981 року — головним бухгалтером облрембудуправління зеленого господарства. Часті вимушені зміни місця роботи та складності при працевлаштуванні були пов'язані з постійним переслідуванням та «опікою» з боку органів КДБ. На пенсію за віком вийшов з 1 листопада 1979 року.
```
"Небагата в мене хата – навіть вбога,                   Все життя моє – то труднощі,          Не тужи за незбутим, не треба,

 Та багата й пелехата в ній тривога,                                      Без пуття…          По покійницях з мрій не квили,
 Втіхи, й радощі, й достатки – геть нечасті,            Брів і долі злої гру трощив –         Їх найкращих – мільйони – в ганебі  
 В ній роками всі ждуть лиха і нещастів!..                               Все життя!..         Зремигали роки, як воли.
   Не зміню її на пишну і багату,                       І не мав у тому спОчину                 Але й рук не складай у відчАї:
   Бо волію свою власну мати хату,                                         Наглядач –           Йди, твори, і змагай, і трудись,  
   Бо в ній краще мені жити і тому ще,                  Слав дорогу, мною збочену,              Бо життя нам лиш праця вінчає,
   Що тут рідність, честь і совість – звік живущі!..                   Тлом невдач!..           І вона лиш вершить йому вись!
                                      "З БІОГРАФІЇ"                        "ВИСЛІД"                                   "ПОРАДА"
 (вірші з неопублікованої збірки "ІнтИми")
```

Добиваючись друку своїх творів, звертався до місцевих і республіканських редакцій і видавництв, активно листувався з О.Мокровольським, Д.Міщенком, Л.Череватенком та ін. 
1 грудня 1991 року Андрій Хименко проголосував за незалежність на Всеукраїнському референдумі, перебуваючи в Черкаській міській лікарні № 1, бувши тяжко хворим. 18 грудня його не стало. Справа № 1582 була закрита 30 грудня 1992 року з формулюванням «Под действие Закона Украины от 17.04.91 г. „О реабилитации жертв политических репрессий на Украине“».
```
"І сад родив у нього рясно,               А він пішов у землю-неньку,               Такого друга не здобути

 І не один водився друг,                  Щоб слухать трави степові,                Нічим у світі - це судьба!
 І жнив діждав – та сили згасли –         Щоб розказати 
Симоненку
                   Такої дружби не забути,
 І відлетів козацький дух.                Про все, про що мовчать живі.             Хіба що смерть мене зруба.
     О, скільки літ той дух гасили            А я пригадую розмови,                     Вночі прислухаюся часом
     Тюремні мури там і тут,                  Мені дорожчі всіх скарбниць,              І вчую попри далечінь,
     А Бог живив джерельні сили,              Коли злітали в нього брови                Як над могилою в Черкасах
     Живив його писемний труд!                Над карим полум'ям зіниць.                Копитом б’є самотній кінь.
         Ще тільки засвіти свободи                На крилах духу теж злітав я - 
         Над краєм рідним зайнялись,              Донецький хлопець-відчайдух.
         Ще не розбіглися заброди,                Пішов, укрився різнотрав'ям
         Що з нього кров пили колись,             Духовний вчитель мій і друг.     
Василь Марсюк
, 1996, Пам’яті Андрія Хименка
```

```
"Глибокі нетрі шахти,                                                  Ми тут зібрались пригадать слова,

 а в тебе під ногами                                                   Твоєю щирістю дитинно перевиті… 
 струмочуть води аж до Лети.                                           Ти так любив життя, любив до забуття, 
 Працюють змучені бригади,                                             Наш мудрий гранослов, а нині небожитель.
 клянучи долю, -
 всім вийти хочеться на волю                                           Де ти тепер, кому явивсь у сні 
 із черева Планети.                                                    Із безгоміння спалених причалів? 
 Та строк у кожного тяжить,                                            Ти нашу пам’ять щедро напоїв
 як ця вугільна гать, -                                                Вином цілющим вічної печалі. 
 число стандартне, 25. 
Микола Сарма-Соколовський
, 14.09.2000, 
 ІНТИНСЬКИЙ ОБРАЗОК 1953 РОКУ Пам’яті Андрія Химка (Хименка)           Марія Кучеренко, 11.2000, Пам’яті Андрія Івановича Химка

ХИМЕНКО Андрій Іванович (1919—1991)
На плиті рядки з вірша «Сповідь**», що відкриває неопубліковану збірку «ІнтИми»:
І гасла, й стяг дідів я ніс, як міг, роки,
І їхні звичаї мені святі, що тризна!
Та чільними були завжди лиш два таки:
Мій люд на всій Землі і рідна Материзна!

```

## Літературна творчість
Писати вірші та дописи почав ще в юності. До війни друкувався в Черкаській періодиці: «Прапор комуни», «Черкаська правда», «Піонер». Під час заслання активно писав і перекладав, але більшість накидок новел, романів, поем, віршів та повістей, зокрема й повість «Іван Сірко», були вилучені і прикладені до слідства в 1949 році в таборі.
Історичний роман про уславленого кошового і полководця Запорозької Січі Івана Сірка, що писався вдруге, дві поеми, автобіографічна трилогія і біля тисячі віршів збереглися завдяки переховуванню у родичів та знайомих «у закОпах». Такий захід виявився не зайвим. Останній трус відбувся вдома у 1983 році. Тоді органами КДБ інкримінувалася антиконституційна діяльність і за протоколом обшуку, крім різних нотаток, паперів тощо, були вилучені машинописні чернетки збірок віршів «Ключі й кличі», «На перепуттях», «Пісні та романси» і поема «Анти», які були повернуті авторові лише у 1990 році.

ЗАсвіти — Між орлами і півмісяцем — Під Савур-могилою

Перша друкована книга Андрія Химка «За́світи» (ISBN 5-333-00503-6) — перша книга трилогії про Івана Сірка — побачила світ у видавництві «Український письменник» в кінці 1990 року, друга — «Між орлами і півмісяцем» (ISBN 5-333-00948-1) — у 1992 році, третя — «Під Савур-Могилою» (ISBN 5-333-01239-3) — у 1993 році. Трилогія, подарована автором М.Івасюкові, представлена у залі № 2 меморіального музею його сина Володимира Івасюка в Чернівцях.
Окремі вірші Андрія Химка друкувалися у місцевій періодиці.
Ще за життя автора перша книга «Шляхами до прийднів» автобіографічної трилогії «У пазурах вампіра» була здана у видавництво «Український письменник» для опрацювання, а поема «Анти» — у видавництва «Веселка» та «Молодь».

Анти — У пазурах вампіра

Епічна поема «Анти» (ISBN 966-693-002-1) коштом сім'ї автора була надрукована у Черкаському видавництві «Відлуння-Плюс» у 2002-му році накладом 1000 примірників. У часописі Черкаської організації НСПУ «Холодний Яр», що виходив раз на квартал, протягом 2004—2006 рр. публікувалася перша частина «Шляхами до прийднів» автобіографічної трилогії «У пазурах вампіра», яка побачила світ окремою книгою у другій половині 2008-го року (ISBN 978-966-493-132-5) (була видана коштом Головного управління внутрішньої політики Черкаської ОДА накладом 1000 примірників у місцевій друкарні ПП Ю. А. Чабаненко). У першій половині 2019-го року на замовлення Департаменту культури та взаємозв'язків із громадськістю Черкаської ОДА була надрукована друга частина «По відродженні» автобіографічної трилогії «У пазурах вампіра» (ISBN 978-966-920-419-6) накладом 400 примірників у місцевій друкарні ФОП Ю. А. Чабаненко. У першій половині 2021-го року коштом родини автора накладом 50 примірників у місцевій друкарні ФОП Ю. А. Чабаненко була надрукована третя частина «Під голгофами-гулгултами» автобіографічної трилогії «У пазурах вампіра» (ISBN 978-966-920-599-5) разом із вибраними поезіями зі збірки «Реліквії (із закОпу)». І поема, і трилогія родиною автора також були подаровані меморіальному музеєві Володимира Івасюка.
Окремі вірші публікувалися у серії «Незабутні» часопису «Холодний Яр» Черкаської організації НСПУ (№ 2, 2008 р.).

портрет роботи Олексія Татарова, 1993 р.

22.03.1995 співробітниця Черкаського краєзнавчого музею Н.Чайка оформила акти прийому-передачі листів, рукописів, особистих речей і т.і., що належали Хименкові Андрію Івановичу, для їх подальшого архівування - всього 5 актів, 138 "предметів музейного значення" і 21.11.1995 - 1 акт, 31 "предмет музейного значення". У залі Черкаського краєзнавчого музею, присвяченій видатним землякам, вихідцям із Черкащини або відомим особам, чия діяльність пов'язана з Шевченковим краєм, поряд із поетом Василем Симоненком протягом 1999—2009 рр. були представлені матеріали про Андрія Химка.
До 105-річчя від дня народження Хименка Андрія Івановича Центральному державному музеєві літератури і мистецтва України на постійне зберігання було передано 58 архівних документів та 13 примірників друкованих видань (з особистого архіву письменника, акт приймання-передавання від 19.07.2024). 

## Вшанування пам'яті
В Черкасах існує провулок Андрія Химка, як і в Чигирині.
1. ↑  Розпорядження Голови Черкаської ОДА (PDF). Архів оригіналу (PDF) за 1 липня 2016.
2. ↑  Чому вулиці міста мають нові назви. Архів оригіналу за 20 лютого 2020. [Архівовано 2020-02-20 у Wayback Machine.]